# James Keiller (1836–1918)
James Keiller den äldre, född 21 mars 1836 i Lerum, död 22 mars 1918 i Göteborg, var en svensk industri- och affärsman samt direktör vid den mekaniska verkstaden samt skeppsvarvet Göteborgs Mekaniska Verkstad i Göteborg.

## Biografi
Keiller var elev vid Realgymnasium och Chalmerska slöjdskolan samt vid tekniska skolor i utlandet. Senare inträdde han i faderns affärer och blev 1860 delägare i Alex. Keiller & Co. Då faderns företag gick i konkurs 1867 omorganiserades verksamheten och James Keiller blev direktör för det nybildade Göteborgs Mekaniska Verkstads Aktiebolag.
Keiller donerade 1906 området kring Ramberget i Göteborg till Göteborgs stad som här lät uppföra Keillers Park enligt dennes önskemål. Han sålde samtidigt Göteborgs Mekaniska Verkstads Aktiebolag till ett konsortium och verksamheten kom därefter att heta Göteborgs Nya Verkstads Aktiebolag. Keiller var ordförande i Styrelsen för torrläggande af Lindholmens och Lundby vassar.
Han var även ledamot av Göteborgs stadsfullmäktige och kyrkofullmäktige och ordförande i flera allmännyttiga styrelser liksom ordförande för Göteborgs roddklubb och Göteborgs jagdsällskap. Han invaldes även 1881 i Kungliga Vetenskaps- och Vitterhets-Samhället i Göteborg.

## Familj
James Keiller var andre son till Götaverkens (då Keillers Mekaniska) grundare, skotten Alexander Keiller och Maria Lovisa Keiller, född Wijk. Han gifte sig 8 mars 1866 med Hilda Falck (1839-1927), dotter till grosshandlare Johan Anders Falck och Wilhelmina Prytz.
De fick 1867 en son, James Keiller ("den yngre"), gift 1903 med Alice Lyon (född 1869), dotter till konsul John Lyon och Carolina, född Zachau.